# 낙타고기

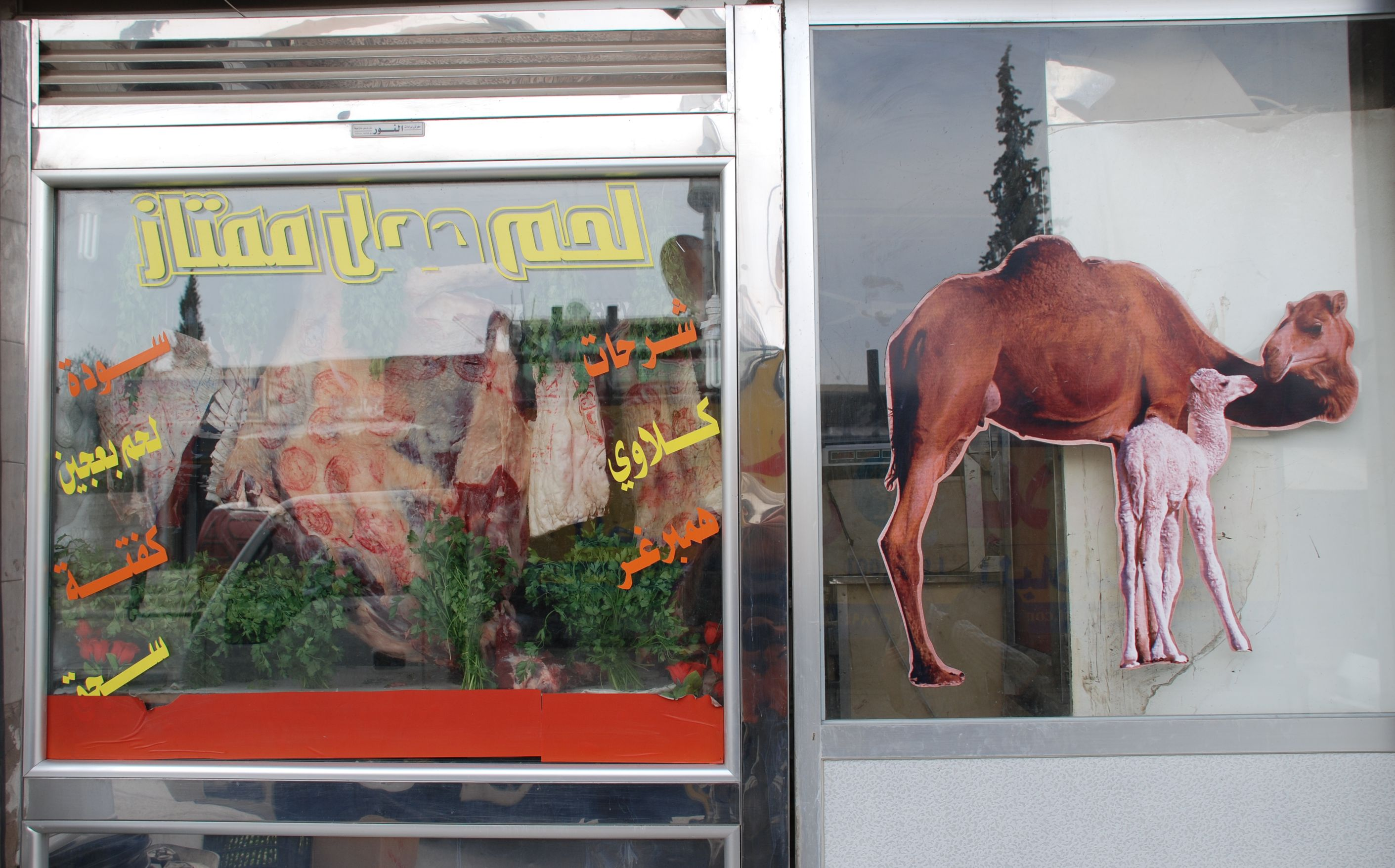

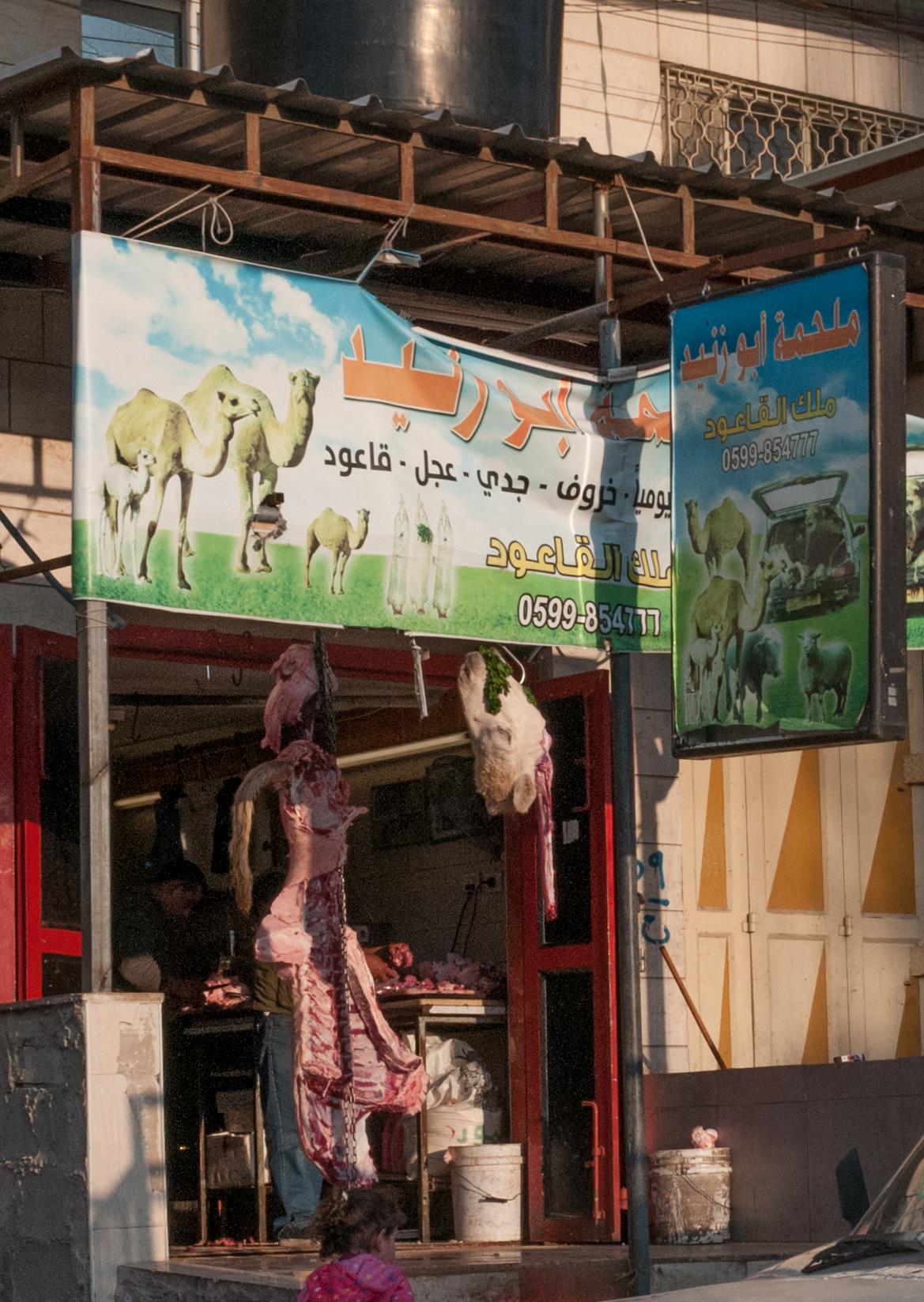

낙타고기는 낙타의 고기이다. 낙타는 북아프리카, 중앙아프리카, 중동, 중앙아시아 등지에서 주로 길러진다. 오스트레일리아에서는 야생화된(feral) 낙타를 이용해 낙타고기를 생산하며, 오스트레일리아 요리에서도 낙타 요리가 있다. 낙타고기는 할랄 음식이지만 카셰르 음식은 아니다. 다만 일부 종파에서는 하람으로 본다.
낙타 고기의 부위 중에서 혹은 엄청난 별미로 기원전에는 오직 귀족들만 먹던 음식이었다. 낙타 혹 자체만 맛있는 게 아니라 낙타 혹을 다른 요리에 넣어도 그 요리의 맛을 크게 향상시킨다.